# Kolisch Ignác
Báró  Kolisch Ignác, német írásmódban Baron Igna(t)z von Kolisch (Pozsony, 1837. április 6. – Bécs, 1889. április 30.) osztrák-magyar bankár, a 19. század egyik legjelentősebb sakkozója, aki mindig magyarnak vallotta magát.
A Chessmetrics historikus pontszámításai szerint 1867 júliusa és 1868 novembere közt a világ legerősebb játékosa volt.

## Élete
Mielőtt a tőzsdén meggazdagodott és bárói címet kapott, a sakkvilágban mint profi sakkozót és újságírót ismerték.
Kolisch szegény család fia. Már 17-évesen eredményesen sakkozott a bécsi Ezüst kávéházban a Plankengassén Ernst Falkbeerrel. Ezekben az időkben több bécsi napilapban Ideka álnév alatt vezetett sakkrovatot.
Párizsban megnyerte az egyik legerősebb 19. századbeli sakktornát. Ez után a tornagyőzelem után többet versenyszerűen nem sakkozott, a sakk mecénása maradt. A sakkon keresztül barátja lett Jules Grévy ügyvéd, a későbbi francia államelnök és a multimilliomos Albert Rothschild.
Tőzsdei spekuláció révén gazdag ember lett és a Szász-Meiningeni herceg bárói címet adományoz neki. Bécsbe költözött, többek közt a Wiener Allgemeine Zeitung alapítója és tulajdonosa volt (1888-ig).
A Pesti Sakk-kör kétszer is megválasztotta tiszteletbeli taggá. Sok nyelven beszélő, ritka szellemes társalgó, magával ragadóan szuggesztív személyiség.
Vesebetegségben halt meg 1889-ben. Kolisch a A sakkbáró című novella hőse, amit Móra Ferenc írt.

## Sakkozó pályafutása
Nemzetközi sakkarrierje 1859-ben Párizsban kezdődött, amikor az ottani Café de la Régence kávéház bajnokát Daniel Harrwitzot "kifüstölte" (Adolf Anderssen szavai), vagyis úgy megverte, hogy Harrwitz visszavonult Londonba. 1860-ban Kolisch  Angliába utazott, ahol 10-1-re (+10-1) verte Thomas Wilson Barnest,  Adolf Anderssen ellen döntetlenül játszott 5,5-5,5 (+5 =1 -5) és Manchesterben megverte 3-1 (+3-1) Bernhard Horwitzot.
Két meghívását Paul Morphy elhárította, Morphy akkor már visszavonult a sakkjátéktól. 1861-ben Kolisch két meccset játszott a porosz Adolf Anderssen és Louis Paulsen ellen, mindkettőben szorosan vesztett: Anderssen ellen 4-5-re (+3-4=2), Paulsen ellen 15-16-ra (+6-7=18). 1862-ben elutazott Szentpétervárra, ahol az orosz sakkmester Carl Jaenischsel, Ilja Sumovval és Szergej Uruszovval mérkőzött. Sumovot 6-2 re verte (+6-2) és 2-2-t (+2-2) játszott Uruszovval.
1864-től újra Párizsban lakik. A porosz Philipp Hirschfeld ellen 6-6-os döntetlent játszik és nagyon megveri a lengyel emigráns Samuel Rosenthalt 7-1-re.
A legnagyobb sikere a győzelme az 1867-es párizsi nemzetközi tornán volt, amit a világkiállítás alkalmával rendeztek. Nagyon erős mezőnyben egyedül első lett Wilhelm Steinitz, Szymon Winawer és Gustav Richard Ludwig Neumann előtt.
Chessmetrics szerint 17 hónapon át, 1867 júliusa – 1868 novembere között, a világ legjobb sakkozója volt. Az "Edo Historical Chess Ratings" szerint 1866-os és 1867-es években Kolisch volt a világ legjobb sakkozója.
A legmagasabb történelmi Élő-száma 2755 volt 1867 augusztusában. Összehasonlításul Lékó Péter 2005. áprilisi Élő-száma 2763. Kevesen ismerik a nevét Magyarországon.

## Idézetek
Dr. Vajda Árpád írta a Magyar Sakkélet, az 1954-es év 10. számában – Gunsberg Izidor nagymester híres mondása volt:
Hatvan év alatt csak egy sakkozót láttam, aki a sakkból pénzt tudott kihozni, és azt meg is tartotta. Ez Kolisch volt.

## Személye az irodalomban
- Róla szól Móra Ferenc A sakkbáró című novellája (kötetbe foglalva megjelent az író Sokféle című kötetében).